# 東急バス池上営業所
東急バス池上営業所（とうきゅうバスいけがみえいぎょうしょ）は、東京都大田区中央にあり、同社路線のうち、大田区内の大森駅、池上駅、蒲田駅発着路線を主に管轄する東急バスの営業所。池上電気鉄道のバス車庫の流れを汲む営業所で、主幹路線の1つである大森線は同社の路線から発展したものである。営業所の略号は「I」。

## 沿革

### 目蒲乗合と池上電気鉄道バス

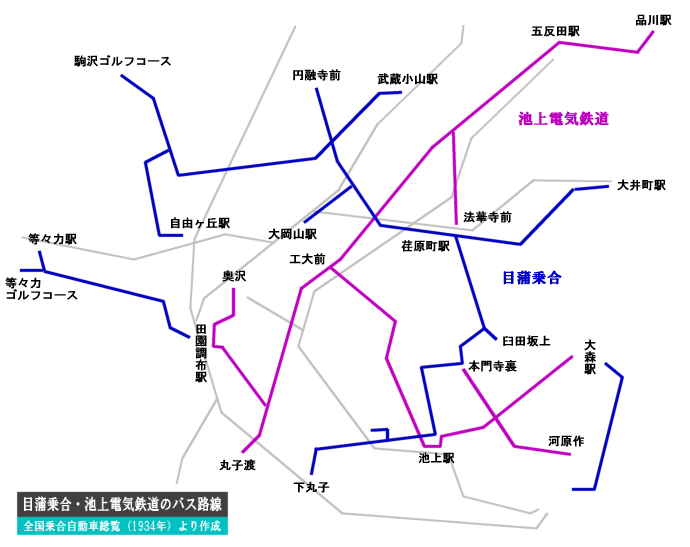
目蒲乗合と池上電気鉄道のバス路線

池上営業所は戦前から続く古い営業所で、「東急バス10年の歩み」によれば、1936年（昭和11年）12月1日が開設日とされている。ただし、これは目黒蒲田電鉄がバス部門を一時分離した子会社目蒲乗合を目黒蒲田電鉄本体に吸収合併した時点と推察される。目黒蒲田電鉄は1934年（昭和9年）に池上電気鉄道を吸収合併した際に、同社のバス部門を継承しているので、1936年以前から旧池上町地区に現在の東急バスへとつながる乗合バスの営業拠点があったことは確実である。

池上電気鉄道のバス部門は、1927年（昭和2年）9月9日に電車の未通区間の連絡をかねて五反田乗合自動車商会の鏑木悦三から権利を買収して開業した、五反田駅 - 中延（中延車庫前）間と平塚橋 - 馬込（荏原町駅）の乗合自動車路線を起源とする。その後1930年（昭和5年）8月7日から大森駅（当初は東口） - 池上駅間の営業を開始し、池上地区での活動が始まる。

この区間は沿線に住宅が多いことや、池上本門寺への参拝ルートとなっていることから利用者が多く、同社鉄道線の当初の計画ルートでもあった。実際、昭和初期には同区間で池上電鉄が軌道特許の申請を出し、池上通りの道幅の狭さを理由に東京府や東京市の反対に遭って撤回に追い込まれたこともある。その後、1932年4月3日に池上駅 - 洗足池間が開通し、中原街道の路線との連絡が図られた。

一方、同じ東京市大森区でも国鉄東海道線の東側にあたる旧大森町では、1932年（昭和7年）4月25日に大森乗合自動車が大森駅と梅屋敷通の間でバスの運行を始める。大森乗合自動車は翌1933年（昭和8年）6月1日、目蒲乗合に合併され、大森営業所となる。

目黒蒲田電鉄バス池上営業所は、1939年（昭和14年）10月1日の東京横浜電鉄との合併で（新）東京横浜電鉄の池上営業所に変わり、1942年（昭和17年）5月1日、東京急行電鉄（大東急）の誕生で東急バスに組み込まれた。大森営業所は池上営業所の支所となり、路線を維持した。

### 新生・東京急行電鉄バスへ
1948年（昭和23年）6月1日、大東急から京浜急行電鉄と小田急電鉄、京王帝都電鉄が分離独立することになった。このとき、東急と京急の両社は東京都大田区内のバス事業を国鉄東海道本線を境に東西に分けることにした。国鉄線の東側にあった旧大森乗合自動車由来の路線は京浜急行電鉄の品川営業所に引き渡されることが決まり、路線を所管していた大森支所は廃止された。
一方、国鉄線の西側を走っていた旧目蒲乗合由来の路線は池上駅を境に分断されていた大森駅からと工大前からの2路線が直通運転を始め、工大前と洗足池の間を微調整して、現在の大森線につながる（後述）。
またほぼ同じ頃、GHQの指示を受けた東急は大森駅 - 池上駅線をベースにして東京駅八重洲口まで延長しかつ都営バスとの相互乗り入れという新たな路線を作った。これが池上線の誕生であり、現在の大田品川線につながる路線の基礎となった（後述）。
1956年（昭和31年）には六郷線が開業。これは旧京浜電気鉄道の系列会社だった梅森蒲田自動車に端を発する路線で、国鉄線の西側を走っていたことから大東急解体時の調整で東急に残った形となり、実質部分再開に近かった。1957年（昭和31年）には初代下丸子線（蒲田駅 - 下丸子折返所）が開通する。この路線は1960年（昭和35年）のガス橋架け替え工事完成に伴い小杉駅へ延長、神奈川県川崎市まで営業エリアが伸びることとなったが、1962年（昭和37年）に川崎営業所へ移管、池上営業所は短期間で神奈川県川崎市から撤退した。
1958年（昭和33年）には京急との相互乗り入れによる空港線：田園調布駅 - 大森駅 - 羽田空港間も開業し、大田区東部の東急バス路線が復活した。また、東急の他の営業所との共管路線として、大森 - 渋谷間を結ぶ渋谷線を淡島営業所と共同で運行した。しかし、これらの路線は長距離を走ることから、自動車交通量の増加に伴い定時性が低下し、1980年代に分断、廃止等の措置がとられた。この結果、池上営業所は東京都目黒区、世田谷区、渋谷区、中央区と広範囲に及んだ営業地域を失うと共に、大田区東部の京急バスエリアからも撤退、大田、品川、港の3区にまたがる現在の営業エリアにほぼ落ち着いた。
1984年（昭和59年）、他の営業所と共に東京都区内バス共通回数券の運用を開始する。

### 東京急行電鉄から東急バスへ
1992年（平成4年）、東京急行電鉄のバス部門は完全子会社の東急バスに分社化され、池上営業所も東急バスの営業所となった。翌1993年（平成5年）には、渋谷線以来の伝統があった下丸子線が廃止された。
1994年（平成6年）、都区内共通回数券は磁気カード式のバス共通カードへと進化した。
2005年度には営業所の建て替えが行われ、2006年（平成18年）1月29日から新しい営業所での業務が開始されている。
2007年（平成19年）7月11日にはPASMOを導入。2009年（平成21年）、大田区初のコミュニティバス路線となる「たまちゃんバス」の運行を開始した（後述）。
2010年（平成22年）4月、荏原営業所から馬込循環線を移管され、現在の担当路線が出揃った。ほぼ同時にバス共通カードの利用を終了、現在に至る。

## 現行路線

### 大森線
- 森04：大森操車所 - 大森駅 - 池上営業所 - 池上駅前
- 森05：大森操車所 - 大森駅 - 池上営業所 - 池上駅前 - 池上警察署 - 安詳寺前 - 上池上 - 洗足池
- 森05：池上営業所 - 池上駅前 - 池上警察署 - 安詳寺前 - 上池上 - 洗足池（出入庫系統）

旧池上電気鉄道時代から続く管内で最も古い路線である。1930年（昭和5年）に大森駅と池上駅の間、1932年（昭和7年）に池上駅と洗足池の間が別々に営業を開始。終戦後に両系統を結合し、大森駅 - 洗足池の路線となった。大田品川線、上池上循環線と共に池上営業所の幹線に位置づけられる。
大森操車所と池上駅の間は大田品川線、上池上循環線と重複。池上警察署と久が原出世観音の間は久が原線と重複。さらに、1998年（平成10年）までは大田区役所と洗足池の間が空港線およびその後継の京浜急行バス田園調布線と重複していた。このため、森04系統は池上営業所発着の出入庫便が多く、池上駅まで森04系統として運行する便は極めて少ない。
池上駅以北では鉄道空白地帯となる大田区仲池上、上池台5丁目、東雪谷と最寄の東急電鉄の駅を結ぶ地域輸送の役割を担う。また、沿線の東雪谷4丁目に東京都保健医療公社荏原病院（旧・都立荏原病院）を、中央4丁目に大森赤十字病院を抱えており病院輸送の役割も重い。
池上駅では、森05系統・洗足池行は駅構内には入らずにそのまま池上通りを直進する。そのため駅から約100m離れた5番のりば（三菱UFJ銀行池上支店向かい）を使用するので注意を要する。この停留所は本門寺前停留所とは非常に近い。また、洗足池停留所は東急池上線洗足池駅付近の中原街道上にあるが、バス待避スペースが無いため、乗客を降ろしたバスはすぐ発車して、約100m先にあるバス転回所に折り返し発車時刻まで入庫する。そのため洗足池発のバスは、発車予定時刻直前まで停留所に来ない。

### 大田品川線
- 品94：品川駅 - 青物横丁 - 大井町駅 - 大森駅 - 池上営業所 - 池上駅前 - 蓮沼駅 - 蒲田駅
- 品94：品川駅 - 青物横丁 - 大井町駅 - 大森駅 - 池上営業所 - 池上駅前
- 品94：品川駅←青物横丁←大井町駅←大森駅←池上営業所（出庫系統）
- 井03：大井町駅 - 大森駅 - 池上営業所 - 池上駅前 - 蓮沼駅 - 蒲田駅
- 井03：池上営業所 - 池上駅前 - 蓮沼駅 - 蒲田駅（出入庫系統）
- 井09：大井町駅 - 大森駅 - 池上営業所 - 池上駅前
- 井09：大井町駅 - 大森駅 - 池上営業所（出入庫系統）
- 井09：大井町駅東口 → 大井町駅 → 大森駅 → 池上営業所（入庫系統、土曜夜1便のみ）

JR東海道線に沿って品川 - 蒲田駅間を南北に結ぶ。目黒営業所担当の自由が丘線（2013年3月31日まで都営バスと共同運行、4月1日から東急バス単独運行）、品川線とともに港区に乗り入れる数少ない路線の一つである。毎時2本程度運行され、品川駅行は19時台まで、品川駅発は19時35分発までの運行となっており、これ以降の便は全て井03・井09系統となっている。井03系統は大井町駅 - 蒲田駅と池上営業所 - 蒲田駅、井09系統は大井町駅 - 池上駅の区間便で、こちらは毎時3 - 4本程度。大井町駅 - 大森駅間は毎時4 - 5本程度、大森駅 - 池上駅前間では森04・05・06・07系統と重複しており、終日にわたり毎時10本を超える本数が運行されている。井09系統のうち、土曜22時台1便のみ大井町駅東口（7番、競馬場線のりば）始発の入庫系統が設定されている。
品94系統旧2路線のうち、池上線は1948年（昭和23年）に都営バスとの相互乗り入れにより、東京駅八重洲口 - 池上駅（のちの東94系統）を結ぶ路線として開設されたものである（後述）。一方、蒲田線は、1958年（昭和33年）に大森駅 - 蒲田駅間を結ぶ路線として東急が単独で開設したもので、のちに大井町駅まで延長され、井03系統の前身となった。
2000年（平成12年）4月1日付けで両路線を統合、現在の大田品川線が改めて成立した。品94系統は池上駅 - 蒲田駅間を延伸、池上駅折り返しは多くが大井町駅打ち切りの井09系統に移行、大井町 - 蒲田間の井03系統は大幅な減便となった。
2010年3月1日、2013年6月1日に減便改正が行われた。2010年3月1日の改正で品川駅発は蒲田駅行のみとなり、また、蒲田駅側は蒲田駅 - 池上営業所の区間運転に振り替えられた。2013年6月1日の改正では品94系統の品川駅発池上駅行の運行が平日と休日に復活した。
2024年4月1日減便ダイヤ改正が行われ、品94は平日朝ラッシュ以外は毎時1本となった。

### 上池上循環線
- 森06：大森駅 → 池上営業所 → 池上駅前 → 本門寺裏 → 上池上 → 馬込駅前 → 大森駅（外回り）
- 森07：大森駅 → 馬込駅前 → 上池上 → 本門寺裏 → 池上駅前 → 池上営業所 → 大森駅（内回り）
- 森07：大森駅 → 馬込駅前 → 上池上 → 本門寺裏 → 池上駅前 → 池上営業所 → 大森駅 → 大森操車所
- 森07：大森操車所 → 大森駅山王口 → 馬込駅前 → 上池上 → 本門寺裏 → 池上駅前 → 池上営業所 → 大森駅 → 大森操車所（深夜バス）

大田区北部の上池上地区と大森駅・馬込駅・池上駅を循環運行で結ぶ路線。鉄道空白地帯となる大田区仲池上、上池台四・五丁目と最寄のJR、都営地下鉄浅草線、東急池上線の駅を結ぶ地域輸送、リコー本社事業所への通勤輸送、大森赤十字病院をはじめとする病院輸送、都立大田桜台高校・旧都立南高校への通学輸送など多彩な役割を持つ。2008年（平成20年）まで上池台4丁目にあった学習研究社（現・学研ホールディングス・学研プラス）本社への通勤輸送も担っていた。
この路線は、1958年（昭和33年）1月の開通で、当初は中延営業所が外回り、池上営業所が内回りを担当した。その後両方向とも中延の担当となったのち、1981年（昭和56年）6月23日に中延営業所の廃止により当営業所に移管された。なお、内回りは大森駅にて西口（10番乗り場）と山王口（7番乗り場）の両方（停留所名は「大森駅」と「大森駅（山王口）」）に停車しており、深夜バスの運転がある。また、大森駅を通しての乗車も可能であり、出入庫便（池上営業所・池上駅起終点および森07系統・大森操車所行き）以外はエンドレス循環になっている。そのため数便は池上営業所でサービスクルー（運転士）の交代がある。池上駅発着は少数のみ、森07系統・大森操車所行きは平日夜1本と深夜バスのみ運転。

### 馬込循環線
- 森08：大森駅 → 大森郵便局 → 中央一丁目 → 弁天池前 → 南馬込二丁目 → 馬込銀座 → 大森駅（外回りのみ）
- 森08：中央一丁目 → 弁天池前 → 南馬込二丁目 → 馬込銀座 → 大森駅（出庫系統）
- 森08：大森駅 →（上記循環）→ 大森駅→ 大森郵便局 → 池上営業所（入庫系統）

大森駅の西側、山王地区の高台をとり囲むように走る循環路線。池上通り、環七通り、ジャーマン通り（補助40号）を走るため大型車も支障なく運行できるが、大半は中型車が使用される。中延営業所が長年受け持っていた路線のひとつで、1981年の同営業所廃止に際し、荏原営業所に移管された。
1961年（昭和36年）4月15日からワンマン運転となっており、同時にいすゞBA741型、5両が導入された。これは東京23区内でも初のワンマン化事例であり、「15円均一運賃」「踏切がない」「全区間で歩車道の区別がある」「車道の幅員が9m - 16.6m」などの条件がととのっていたため実施に移された。昭和30年代は路線バスの需要が増大し、車掌の人員が難しくなっていた時期でもあった。
2010年4月1日には、荏原営業所の建て替え工事に伴い池上営業所に移管された。入庫便は周回後の大森駅では大田品川線などが使用する1番のりばから発車する。本系統は工事終了後も引き続き池上営業所が担当している。
基本的に中型車で運行されるが、毎年8月15日の大田区平和都市宣言記念事業花火の祭典開催時には中型車が六郷線に駆り出されるため、大型車が運行される場合もある。
乗務員（サービスクルー）交代は中央一丁目で行い、乗務員は池上営業所と中央一丁目バス停間を徒歩か営業所の自転車で移動する。

### 六郷線
- 蒲01：蒲田駅 - 蓮沼駅 - 矢口東小学校前 - 新蒲田二丁目 - 西六郷三丁目 - 六郷土手
- 蒲01：池上営業所 - 池上駅前 - 矢口東小学校前 - 新蒲田二丁目 - 西六郷三丁目 - 六郷土手（出入庫系統）

蒲田駅から東海道線と多摩川に挟まれた西六郷地区を経由して、大田区最南端の六郷土手に至る路線。出入庫便は蒲田駅を経由しない。
1932年（昭和7年）12月12日に葉山俊太郎が運行を始めた路線に端を発する。その後、1933年（昭和8年）1月15日京浜電気鉄道（現・京浜急行電鉄）の傘下に入り、同年12月17日法人化して蒲田乗合自動車となり、翌1934年（昭和9年）2月17日正式に葉山から同社へ譲渡されるも、1939年（昭和14年）9月1日、京浜主導で合併して梅森蒲田自動車となる。戦後、大東急解体時の調整で国鉄東海道線の西側に位置するこの路線は梅森蒲田自動車の元の親会社筋である京浜急行ではなく東京急行の手で再開されることに決まり、1956年（昭和31年）12月21日に蒲田駅 - 六郷土手を結ぶ路線として改めて開通している。

この路線は道路が狭隘であるため、中型車で運行されている。開通まもないころは沿線の工場に向かう利用者で混雑し、車両を大型化できないことが悩みの種となっていたと当時の社内報で触れられている。当初はUD・4R105やU20Hなどの大型車が運行されていたが、1982年度以降は原則として中型車での運行となった。かつては西六郷にあった江崎グリコ東京工場への通勤輸送も重要な意味を占めていたが、2012年（平成24年）に埼玉県北本市に移転したためこの役割は失われた。
六郷土手付近は、交通規制とバス転回の都合上ループ線となっており、高畑神社停留所は蒲田駅方面のみが停車する。六郷土手停留所から京急本線六郷土手駅までは約200m、羽田京急バス六郷線および川空線の六郷橋停留所までは約400m離れている。
毎年8月15日の大田区平和都市宣言記念事業花火の祭典開催時には西六郷地区の六郷土手・高畑神社停留所が交通規制となるため、高畑小学校止まりとなり、同校のグラウンドを使用して折り返すほか、目黒営業所と荏原営業所からも中型車が駆り出されたうえで増発運行される。この際には日野・レインボーHRなど池上営業所には配置がない車種が運用される場合がある。かつては高畑神社停留所のみを休止のうえ六郷土手まで運行し、増発便に大型車が運行された時期もあった。なお、2023年8月15日の開催時には、大田区立高畑小学校の改築工事で折り返し場が使えないことから、16時台を最終バスとしてそれ以降最終まで運休する措置をとると告知されていたが、台風（Lan）接近により花火大会が中止となったことから、平常通り運行された。そのため実際にこの措置で運行されたのは、2024年8月15日開催時である。

### 久が原線
- 蒲12：蒲田駅 - 蓮沼駅 - 池上警察署 - 道々橋八幡前 - 雪が谷 - 田園調布本町 - 田園調布駅
- 蒲12：池上営業所 - 池上駅前 - 池上警察署 - 道々橋八幡前 - 雪が谷 - 田園調布本町 - 田園調布駅（出入庫系統）

久が原・南雪谷地区を経由して大田区南部を横断し、蒲田駅と田園調布駅を結ぶ路線。都立雪谷高校、清明学園への通学輸送を担うため、乗客が多い。
1964年（昭和39年）3月19日付で開通し、営業所の中では比較的新しい路線に位置づけられる。久が原出世観音付近や田園調布駅付近などで狭隘道路を走行しているにもかかわらず以前は大型車で運行され、ロマンス車が運行されることもあったが、2003年からは大型車から中型車の運行に切り替えられている。矢口渡停留所から東急多摩川線矢口渡駅までは約200m、雪が谷停留所から東急池上線雪が谷大塚駅までは約150m離れている。

### 大田区コミュニティバス（たまちゃんバス）

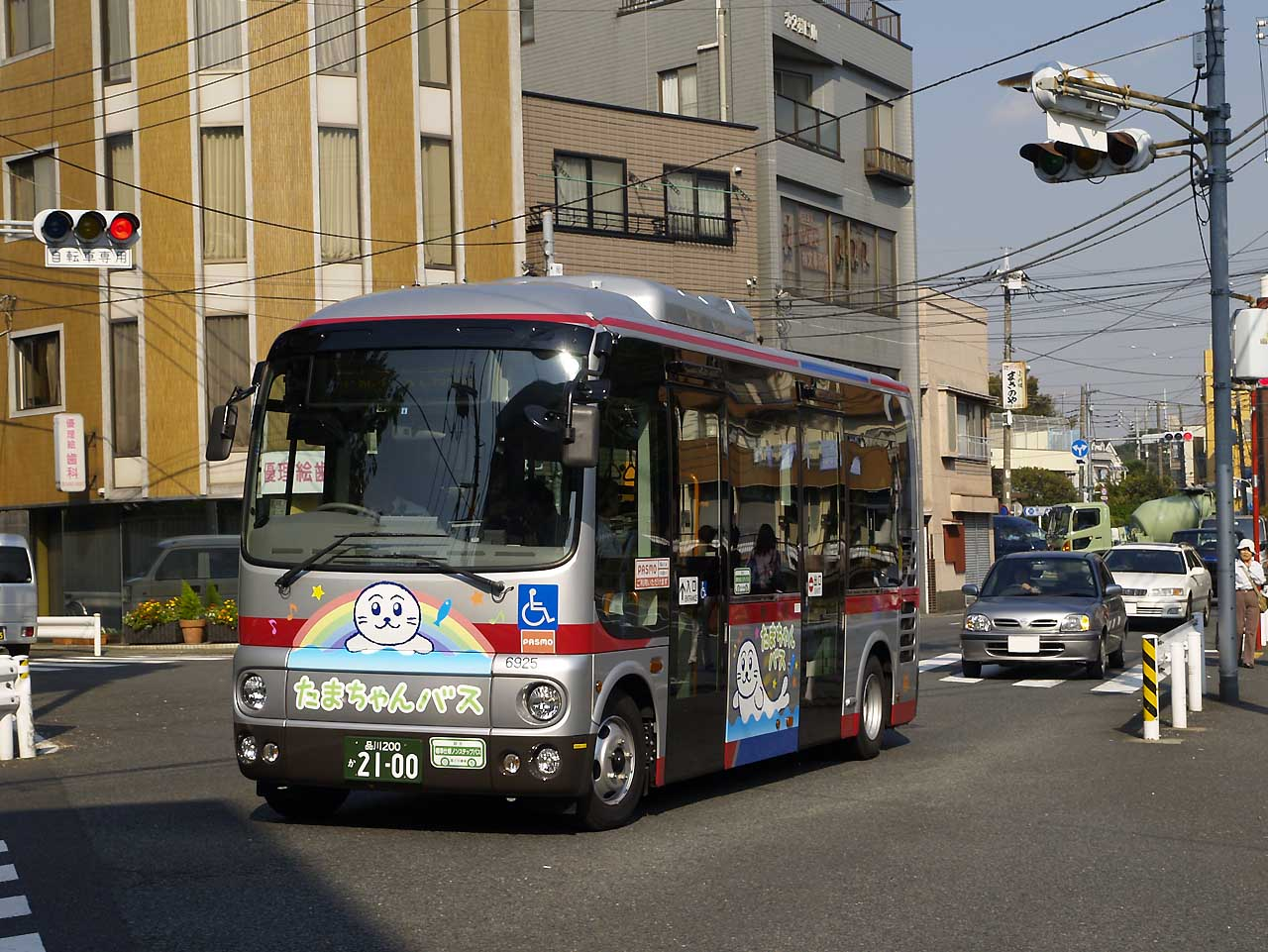
たまちゃんバス・下丸子駅付近

- 大田区コミュニティバス：武蔵新田駅 → 下丸子駅入口 → キヤノン本社通用門前 → ガス橋二十一世紀桜 → 矢口中学校 → 稲葉製作所前 → 矢口三丁目 → 矢口特別出張所入口 → 矢口小学校 → 池上八丁目 → 武蔵新田駅（循環）

2009年（平成21年）10月11日、試行運行開始。大田区初にして唯一のコミュニティバスである。愛称は「たまちゃんバス」、東急バス社内での路線名は「下丸子循環線」。新車の日野・ポンチョが専属で使用されるが、ポンチョは1台（I6925号車）しかないため、車両点検などの場合は中型車での運行となる。

### オンデマンドバス（実証運行）
大田区主導により、公共交通不便地域におけるデマンド型交通の実証実験として、2023（令和5）年7月3日より2024（令和6）年6月30日まで、池上営業所担当で運行している。以下の２系統を隔日で9:30～16:30に運行しており、事前にウェブサイトもしくは電話で予約して利用する形態となっている。運賃は大人300円、小児150円とし、交通系ICカードの利用を可能としている。池上本門寺でお会式が開催される10月11日 - 13日は終日運休。
- 池上駅・西馬込駅接続エリア（奇数日）

第二京浜・池上通りと周辺のバス通りに囲まれた範囲で、乗降場「ミーティングポイント」を23か所に設置している。
- 蒲田駅接続エリア（偶数日）

京浜東北線・東急池上線・池上通りに囲まれた範囲で、乗降場「ミーティングポイント」を15か所に設置している。

## 廃止・移管路線

### 池上線
- （114→）東94：東京駅八重洲口 - 銀座四丁目 - 新橋駅 - 大門 - 田町駅 - 泉岳寺 - 品川駅 - 北品川 - 大井町駅 - 大森操車所 - 大森駅 - 大田区役所（現・大田文化の森） - 池上営業所 - 池上駅前（都営バス品川営業所と共同運行）

大田品川線品94系統の前身。1948年（昭和23年）12月15日、東急バス5番目の東京駅直通路線として開通した。東京都交通局の第2次再建計画に伴う路線再編成により、1977年（昭和52年）12月15日限りで品川駅を境に分断。品川駅以南が東急単独の品94系統となり再出発、その後は路線統合による蒲田駅への延伸を経て現在に至る。

一方の都営便は東京駅 - 品川車庫の運行となった後、1979年（昭和54年）12月に廃止。

### 渋谷線
- 渋33：渋谷駅 - 三宿 - 下馬一丁目 - 都立大学正門前（現・めぐろ区民キャンパス） - 都立大学駅前 - 奥沢駅 - 雪が谷 - 下丸子駅 - 池上駅前 - 大田区役所 - 大森駅 - 大森操車所（淡島営業所と共同運行）

後述する下丸子線は、1959年（昭和34年）5月1日に雪が谷から先下馬一丁目までの区間が延長され、淡島営業所の下馬線と接続した。この時に、池上側から渋谷へ向かうという意味を込めて、渋谷線と命名されたものである。
1981年（昭和56年）の中延営業所の閉鎖に先立つ路線再編成により、同年5月26日付で渋谷線は分断され、六間道路入口バス停から先が渋33を名乗って淡島単独で運行を継続した。その後は東急トランセ委託に伴う下馬営業所への移管を経て、淡島営業所と瀬田営業所の共管となり、2018年2月28日をもって廃止された。

### 下丸子線（2代）
- 森10：大森操車所 - 大森駅 - 池上営業所 - 池上駅前 - 千鳥町駅 - 下丸子駅 - 沼部駅前 - 田園調布駅

下丸子線は大森から池上、千鳥を経由し、東急目蒲線（現・東急多摩川線）に沿って多摩堤通りを西進、桜坂から田園調布駅に至る路線であった。戦前から続く古い路線であったが、大森線とは異なり1930年10月に目黒蒲田電鉄が開業した池上 - 下丸子間の路線がベースとなっている（なお、目黒蒲田電鉄が池上駅前にバスを乗り入れたのは1930年5月のことで、池上電気鉄道より3ヶ月早いが、その路線は短命のうちに姿を消している）。
終戦後は、池上駅 - 大森駅間、下丸子駅 - 雪が谷間が延長され、1950年代半ば頃には大森駅 - 雪が谷として運行していたが、1959年よりさらに渋谷駅まで延長され、渋谷 - 大森間の長距離を結ぶ「渋谷線」として淡島営業所と共同で担当した（前述）。
1981年（昭和56年）5月26日の渋谷線分断にあたり、六間道路入口よりも大森駅寄りを下丸子線の名称で池上営業所が引き続き運行することとなった。しかし、路線の東半分は他の路線との重複区間であり、西半分は目蒲線がすぐ近くを走っていたことから利用者は少なく、1993年（平成5年）11月15日限りで廃止された。

ちなみにこの下丸子線という名称は2代目で、初代は川崎営業所の蒲02（蒲田駅 - 小杉駅前。1974年に廃止）が付けていた。

### 下丸子線（初代）
- 系統番号なし（→蒲02）：蒲田駅 - 蓮沼駅 - 矢口渡 - 矢口小学校 - 下丸子駅南口 - ガス橋 - 平間駅前 - 工業都市（現：東横線小杉駅） - 小杉駅前

1957年（昭和32年）に蒲田駅と下丸子折返所の間で開通した。1960年（昭和35年）、ガス橋が人車共用の新しい橋に架け替えられたのを受けてガス橋を渡り、小杉駅まで延長される。1962年（昭和37年）の日吉営業所開業時に川崎営業所へ移管。その後は蒲02系統を名乗り、1974年（昭和49年）に廃止された。

### 空港線
- 園11：田園調布駅 - 雪が谷 - 洗足池 - 上池上 - 池上駅前 - 池上営業所 - 大森駅東口 - 大森海岸駅 - 平和島駅- 北糀谷 - 大鳥居駅 - 六間堀 - 羽田空港（京浜急行電鉄東京営業所→羽田営業所と共同運行）

1958年（昭和33年）、京浜急行電鉄との共同運行路線としてスタート。京急バス沿線の大森・糀谷・羽田地区から東急バス沿線の新井宿にあった大田区役所への足を、逆に東急バス沿線からは羽田空港への足を確保するという目的があった。東急にとっては大東急解体以来10年ぶりに大田区の国鉄東海道線以東に再進出する形となった。
1976年（昭和51年）12月15日、共同運行を解消。東急側は大森駅東口までに短縮して田園調布線となる（後述）。京浜急行は園11系統の運行を続け、最盛期には大森 - 羽田空港線の約半分の便が田園調布駅まで運転されたが、1980年代後半から徐々に便数を減らし、1993年（平成5年）の羽田空港国内線ターミナル移転時も路線延長は行わず、停留所名を「羽田空港」から「国際線ビル」に変更して運行されていた。

その後、大田区役所の蒲田駅東口移転計画（1998年5月）が発表され、京急は存続の意味を失ったと判断。羽田空港国際線の暫定ターミナルへの移転も重なり、1998年（平成10年）3月19日限りで残っていた京急バス便も廃止された。

### 田園調布線
- 園10：田園調布駅 - 雪が谷 - 洗足池 - 上池上 - 池上駅前 - 池上営業所 - 大森駅東口

1976年（昭和51年）、空港線の共同運行を解消した際に東急側は大森駅東口までの運行に短縮され、京浜急行バスの大森 - 羽田空港線や森ヶ崎線に接続する体制が採られた。しかし途中の洗足池まで大森線と全く重複することから東急側の乗客も少なくなり、1981年の中延営業所閉鎖に伴うダイヤ改正で下丸子線が田園調布駅発着となるのと同時に廃止された。東急バスの中で唯一大森駅東口に乗り入れる系統であった。

### オート線
- 井30：大井町駅 - 大井オートレース場（京浜急行電鉄東京営業所→蒲田営業所→大森営業所と共同運行）

競馬線の変形として、1954年（昭和29年）の開場とほぼ同時に運行を開始。レースを主催した東京都と、施設を所有する第三セクター企業東京都競馬の補助を受け、開催日に限り往復とも無料で運行された。1973年（昭和48年）3月22日の閉場と同時に廃止。

### 競馬線
- 井20[注 2]：大井町駅東口 - 大井競馬場（直行。目黒営業所・下馬営業所と共管、2020年2月26日まで京浜急行電鉄→京浜急行バス大森営業所と共同運行）

東京シティ競馬本場開催日、および南関東公営競馬他場あるいは中央競馬の場外発売を行う日のみ運行。大井町駅は東口のきゅりあん（ヤマダデンキLABI品川大井町）前を発着していた。
元来、当営業所と京浜急行バス（東京営業所→大森営業所）の共同運行だったが、コロナ2019のパンデミックに伴う無観客開催のため2020年（令和2年）2月27日から無期限で運行を取りやめ、その間に京浜急行バスが撤退して東急バス単独となった。
その後、2022年（令和4年）6月27日より無料バスの運行は再開となったが、運行本数が減った上に、従来京急が担当していた分を目黒営業所と下馬営業所が引き受けて3営業所共管体制になった。車両も一般路線バス車両だけでなく下馬営業所の貸切専用車（日野・セレガ）も配車され、行先表示は一般路線バス車両を含め『東急』となるなど、運行取りやめ前と変化が生じている。

なお、東京シティ競馬のWebサイトには大井町線との記載があるが、東急バスでは「大井町線」の路線名は荏原営業所の井01・05系統を指すものとして定着している。また、無観客開催により運行を取りやめた時に東急バス公式の路線図から本路線の表示が消え、再開後も掲載が復活しなかった。
会社側は、運転士不足に加えてインターネット投票の普及によりコロナ後の競馬場入場者が思うように回復しないと判断。大井競馬場における中央競馬の場外発売も年に数日しか行われないため、令和5年度開催限りで撤退する方針を決定。2024年（令和6年）3月22日の令和5年度第19回大井開催最終日をもって廃止となり、昭和50年代から続いた大井競馬場への無料送迎バスは他社も含め全て運行終了となった。同時に、大井町駅と品川区勝島を結ぶバス路線が消滅した。

## 車両
大型短尺車と中型車、小型車（いずれもノンステップバス）が配置されており、UDトラックス、三菱ふそう、日野自動車、いすゞ自動車、そして中華人民共和国のBYDという2カ国5メーカーで製造された車両が配置されている。池上営業所では無線を活用した運行管理システムが導入されているため、営業所との交信ができるように全車両の運転席に無線機が設置されている。

当営業所は元来、民生デイゼル→日産ディーゼル工業（現・UDトラックス）の牙城で、1980年代まではふそう（三菱日本重工→三菱重工業→三菱自動車工業）も少数納車されていたが、1990年代に入ると新造車は全車日産ディーゼルに統一された。その後、UDトラックスのバス部門撤退と前後して三菱ふそう・日野・いすゞなど他メーカーも納車されるようになり、2020年代に入ると近隣の荏原営業所と同じく大型・中型共にJ-BUS製ボディを搭載した車両の牙城となった。

### 大型車
日産ディーゼルとふそうが主力だった時代の大型車はすべて短尺車で、ノンステップ車が主流になった後に標準尺を採用するようになった。
ブルーリボンIIは2011年から、エルガは2013年から導入が始まり、2025年時点では両社合わせたJ-BUSボディの大型車が大半を占めている。この間の2012年（平成24年）6月、虹が丘営業所からふそうエアロスターが転属し、約10年ぶりに三菱ふそう大型車の配置が復活したが、200番台で古参車ということもあり同年9月の新車導入と引き換えに廃車となった。

### 中型車
中型車は主に六郷線、久が原線、馬込循環線と、出入庫の関係で大田品川線井03系統の区間便（池上営業所 - 蒲田駅）で使用されている。1982年の初導入以来日産ディーゼルのスペースランナーRMを使用してきたが、2006年度納車の車番800番台の中型車で初めて三菱ふそう車（7700番台車はエアロミディME、800番台車はエアロミディS）が納車された。その後、UDトラックスのバス製造終了に伴い日野レインボーIIで代替されている。

### 小型車
小型車は大田区コミュニティバス（たまちゃんバス）用のBYD・J6が在籍。2024年に初代専用車日野・ポンチョに代わって導入された全電気駆動車である。